# Caridina occidentalis
Caridina occidentalis — прісноводна креветка з родини атидових (Atyidae). Ендемік Нової Каледонії. Описана 2022 року. Вид виділений з Caridina longicarpus. Морфологічні дослідження показали, що креветки, знайдені в річках, що стікають до східного узбережжя острова, належали до C. longicarpus, тоді як креветки з річок, що стікали до західного узбережжя, належали до нового виду, описаного як Caridina occidentalis.